# Nõmme (Laimjala)
Nõmme – wieś w Estonii, w prowincji Sarema, w gminie Laimjala.